# Лондонский зоопарк
Лондонский зоопарк (англ. London Zoo) — старейший научный зоопарк в мире. Основан в Лондоне 27 апреля 1828 года в качестве зоологической коллекции, предназначенной для научных исследований. С 1847 года открыт для публичных посещений. Одно из крупнейших зоологических собраний в Соединённом Королевстве (по состоянию на 2024 год — 10309 особей животных 435 видов). Административно подчинён созданному в 1826 году Зоологическому обществу Лондона. Расположен в северной части Риджентс-парка на границе между районами Вестминстер и Камден.
На территории, принадлежащей лондонскому зоологическому собранию, открыты первые в мире общедоступные серпентарий (1849), аквариум (1853), инсектарий (1881), детский зоопарк (1938). В 2001 году слоны, носороги и другие крупные животные были переведены из Лондонского зоопарка в Уипснейдский зоопарк в Бедфордшире, также функционирующий под эгидой ЗОЛ.
Зоологическое общество Лондона не получает официального финансирования, полагаясь на взносы «участников» (англ. Fellows), «друзей» (англ. Friends) и «членов» (англ. Members), а также доходы от продажи входных билетов и субсидии от благотворительных организаций.
«Круглый дом» (англ. Round House) для горилл, построенный в 1933 году по проекту архитектора Бертольда Лубеткина, стал одним из первых модернистских зданий в Великобритании. В 1934 году по проекту Лубеткина был построен бассейн для пингвинов.

## История

### 1828—1938
Лондонское зоологическое общество было основано сэром Стэмфордом Раффлсом и сэром Хамфри Дэви в 1826 году, когда ими была получена земля под территорию зоопарка. Однако позже в этот же год Стэмфорд Раффлс умер от апоплексического удара в свой день рождения, 5 июля, что приостановило работу над проектом зоопарка на некоторое время. После его смерти Генри Петти-Фитцморис, 3-й маркиз Лэнсдаун, возглавил проект и руководил строительством первых вольеров для животных. Зоопарк открылся в апреле 1828 года для членов Общества, предоставляя его членам доступ к экспозиции, включавшей такие виды как аравийский орикс, большой куду, орангутанг и ныне вымершие квагга и тилацин. Общество получило королевскую хартию в 1829 году от короля Георга IV, а в 1847 году зоопарк открылся для широкой публики, чтобы получить дополнительное финансирование с продажи билетов.
Считалось, что тропические животные не могли выжить на улице в холодную погоду Лондона, поэтому всех их держали в помещении до 1902 года, когда секретарем общества был назначен Питер Чалмерс Митчел. Он приступил к реорганизации зданий и вольеров зоопарка, выведя многих животных на открытое пространство, что благоприятно сказалось на их здоровье и психологическом состоянии. Эта идея была вдохновлена Гамбургским зоопарком и привела к появлению новых дизайнов многих зданий. Митчелл также планировал построить новый парк площадью 600 акров (240 га) к северу от Лондона, и в 1926 году была куплена ферма Холл, расположенная недалеко от деревни Уипснейд. В 1931 году открылся парк диких животных Уипснейд, первый в мире открытый зоологический парк.
Первой женщиной-куратором была Эвелин Чизман, занявшая данный пост в 1920 году.

### 1939—1945 (Вторая мировая война)
После начала Второй мировой войны Лондонский зоопарк закрывался несколько раз более чем на неделю, первый раз с 11:00 утра 3 сентября 1939 года, когда по приказу правительства были закрыты все зоологические заведения. В целях безопасности ценные животные были переведены в зоопарк Уипснейд. 27 сентября 1940 года фугасными бомбами были повреждены домик для грызунов, домик для цивет, кабинет садовника, сараи для размножения, Северные ворота и домик для зебр. В январе 1941 года также пострадал дом верблюдов, а аквариум не мог открыться до мая 1943 года из-за интенсивных бомбардировок. Во время инцидентов никто из животных не пострадал, хотя зебра, ослица и её ослёнок сбежали из зоопарка во время взрывов. По соображениям безопасности все ядовитые животные были умерщвлены во избежание ситуации, когда из-за бомбардировки и повреждений вольеров они бы могли оказаться на свободе и причинить вред горожанам. На протяжении всей войны военнослужащие платили за вход полцены, а раненые проходили бесплатно.

### 1946 — наши дни
В 1962 году арабский орикс Кэролайн был передан зоопарку Феникса, штат Аризона, США, в рамках первой в мире Международной совместной программы разведения. Сегодня зоопарк участвует в программах разведения более 130 видов животных.
В 1980-х годах в Лондонском зоопарке содержалось 8000 животных более чем 900 видов, а в 1990-х годах в зоопарке насчитывалось 7000 животных 850 видов; следующей по величине коллекцией в Великобритании был Честерский зоопарк, насчитывающий чуть менее 3500 животных. Многие виды, обитающие в Лондонском зоопарке, нельзя было увидеть больше нигде в стране, такие как вомбат, тасманийский дьявол или длинноносый потору. Хотя эта обширная коллекция была частью имиджа зоопарка, она также, возможно, была одной из главных причин его финансовых проблем. Обилие и разнообразие животных, требующих особого ухода привело к тому, что зоопарк оказался перед угрозой закрытия в 1980-х годах. Из-за изменения отношения общественности к животным, содержащимся в неволе, и неподходящей тесноты помещений число посетителей зоопарка сократилось. Однако, когда было объявлено, что Лондонский зоопарк закроется в 1991 году, общественная поддержка посетителей и пожертвования позволили зоопарку продолжить свою работу. Документальный сериал Молли Дайнин «Ковчег», получивший премию BAFTA в 1993 году, повествовал об этом периоде времени.
Одним из преимуществ общественной поддержки стало развитие штата волонтеров. Работающие как в сфере образования, так и в сфере ухода за животными, волонтеры один день в неделю помогают в содержании животных. Отличительной чертой команды волонтеров являются красные пуловеры. Во время эпидемии COVID-19, начавшейся в 2020 году, зоопарк был закрыт с 21 марта по 15 июня 2021 года, что привело к опасному финансовому положению из-за потери доходов.

## Архитектура
С первых дней своего существования зоопарк гордился тем, что назначал ведущих архитекторов для проектирования зданий. Сегодня в нём находятся два здания первого класса и восемь зданий второго класса, занесённых в Список памятников архитектуры Соединённого Королевства. Первоначальная территория была заложена в 1828 году Децимусом Бертоном, первым официальным архитектором зоопарка с 1826 по 1841 год, прославившимся своими работами над лондонским Колизеем и Мраморной аркой. Работа Бертона началась со здания, в котором в те времена размещались ламы (сегодня здесь располагается пункт первой помощи). В 1830 году был завершен Восточный туннель, который впервые соединил северную и южную части зоопарка вместе, который также служил бомбоубежищем во время Второй мировой войны. Бертон завершил свою работу в 1837 году, завершающей частью проекта был Дом для жирафов, который благодаря своему функциональному дизайну до сих пор используется в качестве вольера для жирафов зоопарка в локации «Into Africa».
Самым ранним сохранившимся образцом является клетка для воронов — богато украшенный железный вольер, который в настоящее время не используется по назначению, а выставляется в качестве экспоната. Восточный вольер, расположенный вдоль восточной границы, в котором в настоящее время содержатся попугаи и хищные птицы, был построен в 1863 году с использованием трубчатого стального каркаса с кольцами. Реконструкция была произведена в 1989 году с использованием «невидимой» проволоки. Домик для аистов и страусов, построенный в 1896 году, до сих пор можно увидеть в виде загонов для хранения за территорией локации «Птичье сафари». Викторианские сооружения, которые со временем были снесены, включали Львиный дом, Обезьяний дом, террасу для хищников и Дом для слонов и носорогов.
После Децимуса Бертона сэр Питер Чалмерс Митчелл и Джон Джеймс Джоасс были назначены проектировщиками Mappin Terraces. Построенный в 1914 году комплекс Mappin Terraces имитирует горный ландшафт, воссоздавая натуралистичную среду обитания для медведей и других представителей горной фауны. Круглый дом, спроектированный архитектурной группой Tecton Бертольда Лубеткина в 1933 году для размещения горилл, был одним из первых зданий в стиле модерн, построенных в Великобритании. В следующем году был открыт бассейн для пингвинов, также спроектированный Тектоном; оба теперь относятся к первому классу памятников архитектуры. Двойные бетонные спиральные пандусы бассейна для пингвинов в стиле модерн прославили его как образец современной архитектуры, но в 2004 году африканских пингвинов навсегда вывезли из бассейна из-за заражения птиц «шмелиной лапкой», вызванного микротравмами при ходьбе по бетону.
При сооружении вольера Сноудона, построенного в 1964 году Седриком Прайсом, лордом Сноудоном и Фрэнком Ньюби, впервые был использован алюминий и натяжные конструкции для поддержки. Год спустя павильон Кассона, спроектированный сэром Хью Кассоном и Невиллом Кондером, был открыт как дом для слонов и носорогов. Павильон был спроектирован таким образом, чтобы напоминать территорию водопоя, у которой собираются эти животные. Многие из этих зданий доступны для частной аренды для проведения мероприятий.

## Локации и обитатели
| Класс          | Количество видов | Количество представителей |
| -------------- | ---------------- | ------------------------- |
| Млекопитающие  | 70               | 561                       |
| Птицы          | 99               | 671                       |
| Рептилии       | 49               | 167                       |
| Амфибии        | 20               | 726                       |
| Рыбы           | 207              | 5818                      |
| Беспозвоночные | 228              | 11346                     |
| Всего          | 673              | 19289                     |

### Долина обезьян
Вольер Сноудона был спроектирован Седриком Прайсом, Фрэнком Ньюби и Энтони Армстронгом-Джонсом, 1-м графом Сноудоном, построен между 1962 и 1964 годами и открыт в 1965 году. Это был первый в Британии общественный вольер, в котором в основном обитали береговые птицы, такие как чайки и ибисы. Он был построен на пирамидальном алюминиевом каркасе высотой 21 метр. В 2021 году вольер был переоборудован в локацию «Долина обезьян», которая открылась для публики в августе 2022 года и в котором обитает стая восточных черно-белых обезьян-колобусов. В настоящее время это сооружение внесено в список объектов культурного наследия.

### Земля львов
Вольер для азиатских львов, открытый в 2016 году. Он занимает площадь 2500 квадратных метров и спроектирован так, чтобы напоминать индийский городок на окраине национального парка Гирский лес, призванный продемонстрировать, как естественная среда обитания льва пересекается с местной городской средой. В этом районе также обитают хануманские лангуры, обыкновенные карликовые мангусты и грифы Рюппеля.

### Территория тигров
Вольер для суматранских тигров, спроектированный архитектором Майклом Кондоном и официально открытый герцогом Эдинбургским в марте 2013 года. В настоящее время в зоопарке живут пять тигров: самец по имени Асим, самка по имени Гайша и двое их детенышей, родившихся в июне 2022 года, по имени Зак и Криспин. Площадь ограждения составляет 2500 квадратных метров, и в нём представлены аутентичные индонезийские растения.

### Царство горилл
Открытое герцогом Эдинбургским в марте 2007 года, Королевство горилл состоит из окруженного рвом острова, где обитает группа западных равнинных горилл. В настоящее время зоопарку принадлежат 5 горилл: взрослый самец по имени Кибури, две взрослые самки по имени Мьюкуу и Эффи, самка по имени Алика, родившаяся в декабре 2014 года, и самец по имени Гернот, родившийся в ноябре 2015. В районе Королевства горилл также есть небольшие вольеры, в которых содержатся мангабеи, хохлатые макаки и мартышки дианы.

### В Африку
Тематическая зона, открытая в апреле 2006 года. Животные, выставленные в этой зоне, включают зебр Чапмана, обыкновенных бородавочников, окапи, жирафов Ротшильда, карликовых бегемотов и гиеновидных собак, а также зебру Берчелла. Дом жирафов Лондонского зоопарка был впервые построен в 1837 году и является старейшим зданием зоопарка в мире, которое до сих пор используется по своему первоначальному назначению. Нынешний вольер для жирафов оснащен смотровой площадкой высокого уровня, позволяющей публике общаться с жирафами лицом к лицу. Дом жирафов внесен в список всемирного наследия ЮНЕСКО.

### Пустошь
Павильон открылся в 1913 году и представляет собой искусственный скалистый утес, сделанный из бетонных блоков. Это была первая крупная попытка зоопарка воссоздать естественную среду обитания без решеток под влиянием европейских зоопарков, таких как Тирпарк Хагенбек, и за время его существования в этом вольере содержалось много различных видов животных, включая медведей, пингвинов, овец, коз, кенгуру, леопардов и диких кабанов. В настоящее время павильон отдан под австралийскую тематику, здесь обитают эму и красношеие валлаби.

### Аквариум
С 1853 по 2019 год в зоопарке существовал аквариум. Первый аквариум Лондонского зоопарка был также первым в мире общественным аквариумом и был спроектирован Филипом Генри Госсе, который ввел в обиход слово аквариум как синоним водного вивария. В 1853 году было открыто первое здание, известное как Fish House, а последний аквариум был построен в 1921 году рядом с «Пустошью», и был официально открыт королем Георгом V и его супругой королевой Марией в апреле 1924 года. Коллекция в 1853 году включала 58 видов рыб и 200 видов беспозвоночных.
Аквариум был разделен на три зала, в каждом из которых содержались различные виды рыб и другие водные обитатели. В первом зале в основном содержались пресноводные виды, такие как красноперка и европейский угорь, а также некоторые морские виды, включенные в различные природоохранные проекты и программы разведения в неволе, такие как широкие морские веера, уарусы и морские коньки. Во втором зале были представлены различные виды рыб коралловых рифов со всего мира, такие как рыба-клоун, медно-полосатая рыба-бабочка и королевские танги, а также настоящие кораллы. В третьем зале были представлены виды, обитающие в Амазонке, в том числе краснобрюхие пираньи, рыбы-ангелы, арапаимы и глазчатые речные скаты. Помимо трех основных залов, в аквариуме также был «Большой аквариум для рыб», в котором содержались крупные виды рыб. Все представители этого аквариума были спасены из ненадлежащих условий содержания в частных питомниках и коллекциях.
В 1997 году открылся Лондонский океанариум — обособленная структура, не связанная с Лондонским зоопарком. Меньший аквариум зоопарка закрылся 22 октября 2019 года; некоторые водные существа были перемещены в новый аквариум в зоопарке Уипснейд, в то время как другие были переданы для экспозиции кораллового мира в здании Tiny Giants в 2020 году.

### «Животные приключения»
Animal Adventure открылся в 2009 году и представляет собой игровую зону, ориентированную в первую очередь на детей. Зона была построена на пожертвования Амбика Пола, чья дочь, которая очень любила посещать зоопарк, умерла от рака. Пол выделил зоопарку 1 000 000 фунтов стерлингов на строительство детского зоопарка, посвященного его дочери. Большинство животных, представленных здесь — домашние животные, такие как ламы, альпаки и козы. Среди экзотических видов, представленных на в этой локации, — капские дикобразы, южноамериканские коати и желтые мангусты.
Примерно в 6 утра в субботу, 23 декабря 2017 года, в детском зоопарке начался сильный пожар. Пожар был взят под контроль к 9:30 утра после того, как он распространился на кафе/магазин, три четверти которых, по оценкам, были серьёзно повреждены. Девятилетний трубкозуб по имени Миша был объявлен мертвым, а четыре суриката были объявлены пропавшими без вести и предположительно мертвыми. Зона вновь открылась в канун Рождества.

### Дом рептилий
Одно из самых известных зданий Лондонского зоопарка, Дом рептилий, было открыт в 1927 году и спроектировано Джоан Бошамп Проктер и сэром Эдвардом Гаем Доубером. Здесь обитают такие виды рептилий, как ямайский удав, филиппинские крокодилы, аннамские листовые черепахи, фиджийские полосатые игуаны, северные каймановые ящерицы, слоеные гадюки, королевские кобры и изумрудные древесные удавы. В декабре 2012 года для публики был открыт обновленная зона амфибий, где представлены такие амфибии, как китайские гигантские саламандры, аксолотли, африканские лягушки-быки, когтистые лягушки озера Оку, древесные лягушки Уайта и различные виды ядовитых стрекозиных лягушек.

### Другие локации
- Гиганты Галапагоса
- Пляж пингвинов
- Знакомство с мартышками
- Рай бабочек
- Сурикаты и выдры
- Птичье сафари
- Павильон Кассона
- Жизнь джунглей / Ночная жизнь
- Маленькие гиганты

## Редкие и вымершие животные
За долгую историю своего существования зоопарк успел обзавестись множеством известных обитателей, как важных с точки зрения биологии, так и просто любимцев публики.
Например, «Старина Мартин» — медведь гризли, первый в Британии гризли, перевезенный в зоопарк вместе со многими другими животными из Королевского зверинца Лондонского Тауэра, где он содержался в ужасных условиях с 1832 года.
Зоопарк был домом для единственной живой квагги, которую когда-либо фотографировали, до того, как этот вид вымер в дикой природе из-за охоты на юге Африки примерно в 1870 году. Другим ныне вымершим видом, обитавшим в зоопарке, было несколько тилацинов, или «тасманийских тигров».
Гиппопотам Обайш был первым гиппопотамом, которого видели в Европе со времен Римской империи, и первым в Англии с доисторических времен. Бегемот прибыл в Лондонский зоопарк в мае 1850 года в качестве подарка от османского вице-короля Египта в обмен на несколько борзых и оленьих гончих. Количество посетителей в том году удвоилось из-за желающих посмотреть на Обайша.
В 1865 году Джамбо, самый крупный слон, известный в то время, был переведен в зоопарк из Ботанического сада в Париже. Джамбо стал любимцем публики из-за своих габаритов и покладистого характера. В 1882 году слона решили продать американскому цирку Финнеаса Барнума, что возмутило публику, многие даже писали обращения королеве, прося оставить слона в зоопарке.
В 1914 году канадский лейтенант Гарри Коулборн подарил зоопарку самку американского чёрного медведя по имени Виннипег (или Винни). Писатель Алан Милн посещал зоопарк со своим сыном Кристофером Робином, и мальчик был так очарован медведицей, что Милн написал для него знаменитую серию книг под названием «Винни-Пух».
Гай, горилла западной равнины, прибыл в зоопарк в ночь Гая Фокса (поэтому его так и назвали) в 1947 году из Парижского зоопарка и жил в зоопарке до своей смерти в 1978 году. За свою 32-летнюю жизнь он стал одним из самых любимых обитателей зоопарка. Долгие годы Гаю пытались найти пару, пока в 1969 году в зоопарк не прибыла самка гориллы Ломи, привезенная из Чессингтонского зоопарка. Их держали порознь в течение года, чтобы они постепенно привыкли друг к другу, пока, наконец, не объединились. Но, хотя они хорошо ладили друг с другом, у них так и не появилось потомства. В 1982 году в память о Гае в Барклай-Корте была установлена бронзовая статуя работы Уильяма Тимима.
27 ноября 1949 года родился Брумас — первый белый медведь, успешно выведенный в условиях зоопарка. Брумас сразу же стал главной достопримечательностью для публики. Это привело к тому, что в 1950 году ежегодная посещаемость зоопарка превысила 3 миллиона человек — цифра, которую с тех пор так и не удалось преодолеть. Из-за ошибки, допущенной в прессе, посетители были уверены, что Брумас — самец, хотя это была самка белого медведя.
Одна из самых известных гигантских панд зоопарка, Чи Чи, появилась здесь в 1958 году. Первоначально Чи Чи предназначался для американского зоопарка в Вашингтоне, но, пока панда готовилась к переезду, США прекратили торговые отношения с коммунистическим Китаем, и поэтому Чи Чи было отказано во въезде в Соединённые Штаты. Изначально в интересах сохранения природы Лондонский зоопарк заявил, что не будет поощрять сбор диких панд. Однако, когда выяснилось, что Чи Чи уже собрана, её покупка одобрена, администрация зоопарка согласилась принять Чи Чи, которая сразу же стала главной достопримечательностью. Будучи единственной гигантской пандой на западе, она послужила источником вдохновения для Питера Скотта при разработке логотипа Всемирного фонда дикой природы. В июле 1972 года Чи-Чи умерла, что огорчило большое количество посетителей. Последней гигантской пандой зоопарка была Минг Минг. Она прибыла в 1991 году в рамках селекционного договора из Китая. В 1994 году после неудачных попыток размножения с гигантской пандой Бао Бао из Берлинского зоопарка было решено вернуть Мин Мин в Китай. Сотрудники зоопарка позже предположили, что китайские смотрители знали, что она бесплодна, и одолжили её, чтобы скрыть, насколько более продвинутыми были западные методы разведения по сравнению с их собственными.

## Льготная программа
В 2019 году Лондонский зоопарк запустил программу общественного доступа, которая должна была предложить 100 000 субсидированных билетов благотворительным организациям и аналогичным группам, работающим с семьями с низким доходом, пожилыми людьми и инвалидами, рассчитанную до 2023 года. Программа стартовала с гранта от Фонда наследия Национальной лотереи на переоборудование вольера Сноудона. Схема оказалась успешной и позже была расширена, чтобы позволить любому, кто получал определённые льготы, покупать билеты за 3 фунта стерлингов, примерно десятую часть от полной цены, что привело к посещениям тысяч семей и длинным очередям, для борьбы с которыми пришлось вводить систему предварительного бронирования и ограничения количества продаваемых билетов на день. От некоторых посетителей, не пользующихся льготами, поступали жалобы на скопление людей.

## В культуре
Многие фильмы и телевизионные программы использовали Лондонский зоопарк в качестве съемочной площадки.
- Зоопарк и его аквариум появляются в фильме Хичкока «Саботаж» 1936 года[39]
- В 1947 году Кэрол Рид взяла свою съемочную группу и актёров Ральфа Ричардсона, Мишель Морган и Бобби Хенри в Лондонский зоопарк, чтобы снять там натурные сцены для фильма «Падший идол» (вышел на экраны в 1948 году). Сцены были сняты внутри вольера со львами и дома рептилий, а также в локации «Пустошь». Сегодня эти сцены дают историческое представление о том, как выглядел зоопарк в первые послевоенные годы[40][источник не указан 685 дней].
- В «Американском оборотне в Лондоне» (1981) главный герой Дэвид Кесслер (его играет Дэвид Норонья) проснулся голым в вольере для волков. Также видно несколько других животных, и можно отчетливо разглядеть старые вольеры с тиграми и обезьянами в клетках[41].
- Часть фильма «Дневник черепахи» (1985), основанного на романе Рассела Хобана, с Беном Кингсли и Глендой Джексон в главных ролях, также была снята здесь; фильм рассказывает о плане помочь двум черепахам сбежать из зоопарка[41].
- В 2000 году сцена с бирманским питоном из фильма «Гарри Поттер и философский камень» (2001) была снята в Доме рептилий. На самом деле показанный аквариум, как правило, является домом для более мелких видов рептилий, но для съемок фильма туда поместили большую змею. Памятная табличка рядом с ограждением увековечивает это событие[42][43].